# Morti il 14 settembre

## I secolo(1)
- 23 - Druso minore, politico e generale romano (n. 14 a.C.)

## III secolo(1)
- 258 - Tascio Cecilio Cipriano, vescovo e scrittore romano (n. 210)

## V secolo(1)
- 407 - Giovanni Crisostomo, vescovo e teologo greco antico

## VI secolo(1)
- 585 - Bidatsu, imperatore giapponese (n. 538)

## VIII secolo(3)
- 775 - Costantino V, imperatore bizantino (n. 718)
- 786 - Al-Hadi, califfo (n. 766)
- 792 - Osred II di Northumbria, sovrano

## IX secolo(1)
- 891 - Papa Stefano V, papa, cardinale e vescovo italiano

## XII secolo(6)
- 1102 - Ermengol V di Urgell, conte
- 1125 - Costanza di Francia
- 1128 - Macario II di Alessandria, arcivescovo cristiano orientale egiziano
- 1146 - Zengi, generale turco
- 1164 - Sutoku, imperatore giapponese (n. 1119)
- 1174 - Pietro II di Tarantasia, vescovo cattolico e santo francese (n. 1102)

## XIII secolo(4)
- 1213 - Pietro II d'Aragona, re
- 1214 - Alberto di Gerusalemme, vescovo cattolico e santo italiano (n. 1149)
- 1270 - Alfonso di Brienne, nobile francese
- 1297 - Luigi di Brienne, conte francese

## XIV secolo(2)
- 1313 - Notburga di Eben, santa austriaca (n. 1265)
- 1360 - Alberico da Rosciate, giurista, letterato e ambasciatore italiano (n. 1290)

## XV secolo(13)
- 1404 - Alberto IV d'Asburgo, nobile (n. 1377)
- 1407 - Jurij di Smolensk, sovrano russo (n. 1355)
- 1411 - Luca Manzoli, cardinale italiano
- 1429 - Carlo I Malatesta, condottiero italiano (n. 1368)
- 1435 - Giovanni Plantageneto, I duca di Bedford, nobile britannico (n. 1389)
- 1443 - Paolo Correr, politico italiano (n. 1380)
- 1443 - Jean de Malestroit, cardinale e vescovo cattolico francese (n. 1375)
- 1459 - Pietro Fregoso, doge (n. 1412)
- 1466 - Giovanni Caccia, religioso italiano
- 1481 - Gaspare Martinengo, condottiero italiano
- 1487 - Mara Branković, principessa serba (n. 1420)
- 1492 - Maffeo Girardi, cardinale e patriarca cattolico italiano (n. 1406)
- 1498 - Giovanni il Popolano, politico italiano (n. 1467)

## XVI secolo(14)
- 1513 - Antonio de Guevara, II conte di Potenza, politico e diplomatico spagnolo (n. 1454)
- 1515 - Chiappino Orsini, condottiero italiano
- 1515 - Rodolfo di Salis, mercenario svizzero
- 1523 - Papa Adriano VI, papa, vescovo cattolico e cardinale olandese (n. 1459)
- 1530 - Quentin Massys, pittore fiammingo (n. 1466)
- 1538 - Enrico III di Nassau-Breda, nobile (n. 1483)
- 1550 - Francesca d'Alençon, nobildonna francese (n. 1490)
- 1559 - Giovanni Cappello, ambasciatore e armatore italiano (n. 1497)
- 1560 - Anton Fugger, banchiere e mercante tedesco (n. 1493)
- 1560 - Simone II Ventimiglia, nobile, politico e militare italiano (n. 1529)
- 1562 - Paschase Broët, gesuita francese
- 1574 - Margherita di Valois, principessa francese (n. 1523)
- 1584 - Lucrezia Roverella, nobildonna italiana
- 1596 - Francisco de Toledo Herrera, gesuita e cardinale spagnolo (n. 1532)

## XVII secolo(19)
- 1602 - Jean Passerat, umanista e poeta francese (n. 1534)
- 1606 - Flavia Damasceni Peretti, nobildonna italiana (n. 1574)
- 1607 - Simion Movilă, principe moldavo
- 1607 - Fulvia di Randan, nobildonna italiana (n. 1534)
- 1622 - Muzio II Sforza di Caravaggio, nobile italiano (n. 1576)
- 1622 - Alof de Wignacourt, militare francese (n. 1547)
- 1624 - Jean des Porcelets de Maillane, vescovo cattolico francese (n. 1581)
- 1625 - Pieter Isaacsz, pittore danese (n. 1569)
- 1630 - Bernardo Cesi, gesuita e naturalista italiano (n. 1582)
- 1637 - Theodoor Rombouts, pittore fiammingo (n. 1597)
- 1637 - Pierre Vernier, matematico francese (n. 1580)
- 1638 - John Harvard, pastore protestante britannico (n. 1607)
- 1646 - Robert Devereux, III conte di Essex, militare inglese (n. 1591)
- 1647 - Pietro Desani, pittore italiano (n. 1595)
- 1671 - Ascanio II Piccolomini, arcivescovo cattolico italiano (n. 1596)
- 1672 - Henri Charles de La Trémoille, nobile francese (n. 1620)
- 1673 - Catalano Alfieri, nobile e militare italiano (n. 1602)
- 1686 - Egidio Colonna di Sciarra, III principe di Carbognano, nobile italiano (n. 1631)
- 1694 - Sofia Augusta di Anhalt-Zerbst, nobile (n. 1663)

## XVIII secolo(21)
- 1703 - Gilles Jullien, organista e compositore francese
- 1709 - Luis Manuel Fernández Portocarrero y Guzmán, cardinale e arcivescovo cattolico spagnolo (n. 1635)
- 1712 - Giovanni Cassini, matematico, astronomo e ingegnere italiano (n. 1625)
- 1716 - Antimo d'Iberia, teologo, filosofo e vescovo ortodosso georgiano
- 1730 - Sophia Elisabet Brenner, poetessa e letterata svedese (n. 1659)
- 1741 - Charles Rollin, storico francese (n. 1661)
- 1743 - Nicolas Lancret, pittore francese (n. 1690)
- 1755 - Maria Celeste Crostarosa, religiosa italiana (n. 1696)
- 1759 - Louis-Joseph de Montcalm, generale francese (n. 1712)
- 1764 - Alberto Pezzi, imprenditore italiano (n. 1692)
- 1768 - Filippo Giulio Francesco Mancini, nobile francese (n. 1676)
- 1773 - Massimiliano di Salm-Salm, militare tedesco (n. 1732)
- 1779 - Antonio Pichler, incisore italiano (n. 1697)
- 1782 - Serafino Filangieri, arcivescovo cattolico italiano (n. 1713)
- 1784 - Nicolas Capron, violinista e compositore francese (n. 1740)
- 1784 - Henry d'Arles, pittore francese (n. 1734)
- 1784 - Giambattista Pasquali, editore e tipografo italiano (n. 1702)
- 1788 - Noël Jourda, generale francese (n. 1705)
- 1800 - Juan Ignacio González del Castillo, commediografo spagnolo (n. 1763)
- 1800 - Paolo Greppi, diplomatico italiano (n. 1748)
- 1800 - Ignazio Michele III Jarweh, patriarca cattolico ottomano (n. 1731)

## XIX secolo(65)
- 1807 - George Townshend, I marchese Townshend, ufficiale inglese (n. 1724)
- 1808 - Antonio Valcárcel y Pío de Saboya, archeologo, letterato e scrittore spagnolo (n. 1748)
- 1809 - Jean Boudet, generale francese (n. 1769)
- 1810 - Wilhelm Florentin von Salm-Salm, arcivescovo cattolico tedesco (n. 1745)
- 1815 - Jean-Gabriel-Taurin Dufresse, vescovo cattolico e santo francese (n. 1750)
- 1816 - Henri Auguste, orafo francese (n. 1759)
- 1817 - Erminia di Anhalt-Bernburg-Schaumburg-Hoym, nobile (n. 1797)
- 1820 - François Joseph Lefebvre, generale francese (n. 1755)
- 1821 - Heinrich Kuhl, zoologo tedesco (n. 1797)
- 1821 - Stanisław Kostka Potocki, scrittore, archeologo e pubblicista polacco (n. 1755)
- 1829 - Uvedale Price, saggista inglese (n. 1747)
- 1833 - Eleanore Sullivan, italiana (n. 1750)
- 1834 - Giovanni Antonio Giobert, chimico italiano (n. 1761)
- 1835 - Alexander McDonnell, scacchista irlandese (n. 1798)
- 1836 - Luigi Bottiglia Savoulx, cardinale italiano (n. 1752)
- 1836 - Aaron Burr, politico e banchiere statunitense (n. 1756)
- 1836 - Vincenzo Lavigna, compositore italiano (n. 1776)
- 1837 - Filippo Pananti, poeta italiano (n. 1766)
- 1837 - Edward Stopford, politico e generale irlandese (n. 1766)
- 1838 - Prospero Mallerini, pittore italiano (n. 1761)
- 1839 - Giuseppe Mosca, compositore italiano (n. 1772)
- 1841 - Ignaz Bernhard Mauermann, vescovo cattolico tedesco (n. 1786)
- 1843 - Enrico Seyssel d'Aix, politico italiano (n. 1775)
- 1847 - John Lambert, generale britannico (n. 1772)
- 1851 - James Fenimore Cooper, scrittore statunitense (n. 1789)
- 1851 - John Hely-Hutchinson, III conte di Donoughmore, militare e politico irlandese (n. 1787)
- 1852 - Augustus Welby Northmore Pugin, architetto e designer inglese (n. 1812)
- 1852 - Arthur Wellesley, I duca di Wellington, generale e politico britannico (n. 1769)
- 1853 - Frederick Mackeson, militare britannico (n. 1807)
- 1854 - Valerio Villareale, scultore italiano (n. 1773)
- 1855 - Gaspare Coller, magistrato e politico italiano (n. 1776)
- 1858 - Eleuterio Felice Foresti, patriota e diplomatico italiano (n. 1789)
- 1861 - Hugh Fortescue, II conte di Fortescue, politico inglese (n. 1783)
- 1861 - Karl Ludwig Kannegiesser, poeta e traduttore tedesco (n. 1781)
- 1861 - Fortunato Santini, presbitero, compositore e collezionista d'arte italiano (n. 1778)
- 1862 - Richard K. Call, politico e generale statunitense (n. 1792)
- 1862 - George S. James, militare statunitense (n. 1829)
- 1862 - Charles Pearson, politico inglese (n. 1793)
- 1862 - Charles Lennox Richardson, mercante britannico (n. 1834)
- 1865 - Arcangelo Michele Migliarini, pittore, antiquario e museologo italiano (n. 1779)
- 1866 - Joseph Wattmann, chirurgo austriaco (n. 1789)
- 1867 - Gaetano Magnolfi, imprenditore e filantropo italiano (n. 1786)
- 1869 - Amalia di Baden, principessa (n. 1795)
- 1873 - Alexandre Guillet, politico francese (n. 1802)
- 1879 - Edmund Taczanowski, militare, patriota e rivoluzionario polacco (n. 1822)
- 1881 - Richard Airey, I barone Airey, generale britannico (n. 1803)
- 1882 - Shmuel Schneersohn, filosofo, mistico e religioso russo (n. 1834)
- 1885 - Friedrich Kiel, compositore e docente tedesco (n. 1821)
- 1886 - Hubert Ries, violinista e compositore tedesco (n. 1802)
- 1887 - Anna Brassey, viaggiatrice e scrittrice inglese (n. 1839)
- 1887 - Rosario Currò, mercante e filantropo italiano (n. 1813)
- 1887 - Anna Jaclard, giornalista e attivista russa (n. 1843)
- 1887 - Friedrich Theodor Vischer, filosofo e poeta tedesco (n. 1807)
- 1888 - Giovanni Morandini, ingegnere e politico italiano (n. 1816)
- 1888 - Karl von Prantl, filologo, filosofo e logico tedesco (n. 1820)
- 1889 - Domenico Bellini, patriota italiano (n. 1817)
- 1889 - Francesco Gonin, pittore e incisore italiano (n. 1808)
- 1889 - Julius Jacobson, oculista tedesco (n. 1828)
- 1893 - Louis Ruchonnet, politico svizzero (n. 1834)
- 1895 - Charles Valentine Riley, entomologo statunitense (n. 1843)
- 1895 - Alfred Verwée, pittore belga (n. 1838)
- 1896 - Giuseppe Zurria, matematico italiano (n. 1810)
- 1898 - William Seward Burroughs, inventore statunitense
- 1898 - Camille Alphonse Faure, ingegnere francese (n. 1840)
- 1900 - Julius Wilhelm Planck, giurista tedesco (n. 1817)

## XX secolo(224)
- 1901 - William McKinley, politico statunitense (n. 1843)
- 1903 - Otto Sarony, fotografo statunitense (n. 1850)
- 1905 - Odoardo Borrani, pittore italiano (n. 1833)
- 1905 - Pietro Savorgnan di Brazzà, esploratore italiano (n. 1852)
- 1906 - Francesco Roncati, medico italiano (n. 1832)
- 1907 - Luigi Augusto di Sassonia-Coburgo-Koháry, principe (n. 1845)
- 1909 - Charles Follen McKim, architetto statunitense (n. 1847)
- 1910 - Huo Yuanjia, insegnante cinese (n. 1868)
- 1910 - Jacob Lüroth, matematico tedesco (n. 1844)
- 1911 - Filippo Bacile di Castiglione, imprenditore, politico e storico italiano (n. 1827)
- 1914 - Chris Forney, tennista statunitense (n. 1878)
- 1914 - Giuseppe Guzzardi, pittore italiano (n. 1845)
- 1914 - George Hutson, mezzofondista britannico (n. 1889)
- 1914 - Theodore Wright, militare britannico (n. 1883)
- 1915 - Paul Friedrich Meyerheim, pittore, illustratore e grafico tedesco (n. 1842)
- 1915 - Josef Schediwy, calciatore austriaco (n. 1876)
- 1915 - Ruggero Timeus, saggista e scrittore italiano (n. 1892)
- 1916 - Antonio Maria Bonito, arcivescovo cattolico italiano (n. 1852)
- 1916 - Pierre Duhem, filosofo, storico della scienza e fisico francese (n. 1861)
- 1916 - José Echegaray y Eizaguirre, matematico, drammaturgo e politico spagnolo (n. 1832)
- 1916 - Luigi Forlano, militare e calciatore italiano (n. 1884)
- 1916 - Ramiro Ginocchio, militare italiano (n. 1873)
- 1916 - Josiah Royce, filosofo statunitense (n. 1855)
- 1918 - Edward Weston, arciere statunitense (n. 1846)
- 1919 - Fritz Schöll, filologo classico tedesco (n. 1850)
- 1919 - Jean Taubenhaus, scacchista polacco (n. 1850)
- 1920 - Mohammad Khiabani, religioso e politico iraniano (n. 1880)
- 1920 - Semën Afanas'evič Vengerov, critico letterario e bibliografo russo (n. 1855)
- 1923 - Giovanni Zappa, astronomo italiano (n. 1884)
- 1924 - Conrad Magnusson, tiratore di fune statunitense (n. 1873)
- 1926 - John Dreyer, astronomo danese (n. 1852)
- 1926 - Rudolf Christoph Eucken, filosofo e scrittore tedesco (n. 1846)
- 1927 - Hugo Ball, scrittore, poeta e regista teatrale tedesco (n. 1886)
- 1927 - Eugenio Bellosio, scultore e orafo italiano (n. 1847)
- 1927 - Isadora Duncan, danzatrice statunitense (n. 1877)
- 1927 - Sophie von Merenberg (n. 1868)
- 1929 - Jesse Lynch Williams, scrittore e drammaturgo statunitense (n. 1871)
- 1930 - Nabor Soliani, ingegnere e politico italiano (n. 1850)
- 1931 - Virginio Mazzelli, bibliotecario e scrittore italiano (n. 1865)
- 1931 - Francesco Ragonesi, cardinale e arcivescovo cattolico italiano (n. 1850)
- 1931 - Tom Roberts, artista e pittore britannico (n. 1856)
- 1932 - John Dick, allenatore di calcio e calciatore scozzese (n. 1877)
- 1932 - Giuseppe Ferrario, ingegnere, cartografo e topografo italiano (n. 1877)
- 1932 - Charles H. Gabriel, compositore statunitense (n. 1856)
- 1932 - Pavel Timofeevič Gorgulov, assassino russo (n. 1895)
- 1932 - Robert de La Sizeranne, storico dell'arte francese (n. 1866)
- 1936 - Amédée Borrel, biologo francese (n. 1867)
- 1936 - John Denham Parsons, scrittore inglese (n. 1861)
- 1936 - Irving Thalberg, produttore cinematografico statunitense (n. 1899)
- 1937 - Francesco Ciccotti Scozzese, giornalista e politico italiano (n. 1880)
- 1937 - Tomáš Masaryk, sociologo, filosofo e politico cecoslovacco (n. 1850)
- 1938 - Giuseppe Stefanini, geografo, geologo e paleontologo italiano (n. 1882)
- 1939 - Giuseppina Gargano, cantante italiana (n. 1853)
- 1939 - Ulvi Liegi, pittore italiano (n. 1858)
- 1939 - Gisela von Pöllnitz, giornalista tedesca (n. 1911)
- 1940 - Georgia Coleman, tuffatrice statunitense (n. 1912)
- 1941 - Veniamin Iosifovič Flejšman, compositore sovietico (n. 1913)
- 1941 - Aldo Oberdorfer, germanista, saggista e antifascista italiano (n. 1885)
- 1941 - Oliver Sheppard, scultore irlandese (n. 1865)
- 1942 - Edgardo Ciani, matematico italiano (n. 1864)
- 1943 - Gino Canetti, militare italiano (n. 1914)
- 1943 - Rune Carlsson, calciatore svedese (n. 1909)
- 1943 - Ernst Linder, generale e cavaliere svedese (n. 1868)
- 1943 - Léonard Misonne, fotografo belga (n. 1870)
- 1944 - Franco Cesana, partigiano italiano (n. 1931)
- 1944 - Renzo Fubini, economista italiano (n. 1904)
- 1944 - Heinrich Kühn, fotografo tedesco (n. 1866)
- 1944 - Raffaele Manganiello, dirigente sportivo e politico italiano (n. 1900)
- 1944 - Galileo Palla, anarchico italiano (n. 1865)
- 1944 - Edward Potts, ginnasta britannico (n. 1881)
- 1944 - Jean Édouard Verneau, generale francese (n. 1890)
- 1944 - Heinrich zu Dohna-Tolksdorf, generale tedesco (n. 1882)
- 1944 - Nikolaus von Üxküll-Gyllenband, militare tedesco (n. 1877)
- 1945 - Calogero Cicero, carabiniere italiano (n. 1905)
- 1945 - Fedele De Francisca, carabiniere italiano (n. 1911)
- 1947 - Arthur Grenfell Wauchope, militare britannico (n. 1874)
- 1948 - Constantin Angelescu, politico rumeno (n. 1870)
- 1948 - Vernon Dalhart, cantautore statunitense (n. 1883)
- 1949 - Gottfried von Bismarck-Schönhausen, politico tedesco (n. 1901)
- 1949 - Pandeli Evangjeli, politico albanese (n. 1859)
- 1950 - Marius Eriksen, ginnasta norvegese (n. 1886)
- 1950 - Henry Homburger, bobbista statunitense (n. 1902)
- 1951 - James Bowman, giocatore di curling canadese (n. 1879)
- 1951 - Fritz Busch, direttore d'orchestra tedesco (n. 1890)
- 1951 - Ricciotti Garibaldi jr, militare e agente segreto italiano (n. 1881)
- 1952 - Robert Crawshaw, pallanuotista e nuotatore britannico (n. 1869)
- 1953 - Charles Dieges, tiratore di fune statunitense (n. 1865)
- 1954 - Guglielmo Grassi, vescovo cattolico italiano (n. 1868)
- 1955 - Franz Carl Weiskopf, scrittore e giornalista tedesco (n. 1900)
- 1956 - Frederick Steep, calciatore canadese (n. 1874)
- 1958 - Paul Nivoix, commediografo, sceneggiatore e giornalista francese (n. 1893)
- 1959 - Umberto Crudeli, matematico e fisico italiano (n. 1878)
- 1959 - Bob Doll, cestista statunitense (n. 1919)
- 1959 - Ede Herczog, arbitro di calcio e allenatore di calcio ungherese (n. 1880)
- 1959 - Wayne Morris, attore statunitense (n. 1914)
- 1961 - Isabel Rea, attrice statunitense (n. 1889)
- 1961 - Attilio Salvatore, politico italiano (n. 1890)
- 1961 - Paul ten Bruggencate, astronomo e astrofisico tedesco (n. 1901)
- 1962 - Marcel Delannoy, compositore francese (n. 1898)
- 1962 - Willy Düskow, canottiere tedesco (n. 1879)
- 1962 - Serafino Giannelli, politico italiano (n. 1874)
- 1962 - William Lindsay Gresham, scrittore statunitense (n. 1909)
- 1962 - Fred Schule, ostacolista statunitense (n. 1879)
- 1963 - Luigi Candiani, pittore italiano (n. 1903)
- 1963 - Harry Sørensen, ginnasta danese (n. 1892)
- 1964 - Vasilij Semënovič Grossman, giornalista e scrittore sovietico (n. 1905)
- 1964 - Josef Imbach, velocista svizzero (n. 1894)
- 1964 - Adrian Johnson, sceneggiatore statunitense (n. 1883)
- 1964 - Bertrand Pujo, aviatore, generale e politico francese (n. 1878)
- 1966 - Amedeo Rocco Armentano, esoterista italiano (n. 1886)
- 1966 - Gertrude Berg, attrice, sceneggiatrice e produttrice televisiva statunitense (n. 1899)
- 1966 - Nikolaj Konstantinovič Čerkasov, attore sovietico (n. 1903)
- 1966 - Cemal Gürsel, generale turco (n. 1895)
- 1966 - Václav Vích, direttore della fotografia ceco (n. 1898)
- 1966 - Franco Zampari, direttore teatrale, produttore teatrale e produttore cinematografico italiano (n. 1898)
- 1967 - ʿAbd al-Ḥakīm ʿĀmir, generale e politico egiziano (n. 1919)
- 1967 - Rupert Guinness, II conte di Iveagh, politico e filantropo irlandese (n. 1874)
- 1967 - Umberto Onorato, disegnatore, scenografo e giornalista italiano (n. 1898)
- 1968 - Nardo Pajella, scultore e pittore italiano (n. 1905)
- 1968 - Melville Shyer, regista, sceneggiatore e produttore cinematografico statunitense (n. 1895)
- 1969 - James Anderson, attore statunitense (n. 1921)
- 1969 - Manuella Kalili, nuotatore statunitense (n. 1912)
- 1969 - Alice Zeppilli, soprano italiana (n. 1885)
- 1970 - Rudolf Carnap, filosofo, logico e esperantista tedesco (n. 1891)
- 1970 - Maria Ros, soprano spagnolo (n. 1891)
- 1971 - Giuseppe Castelli, calciatore italiano (n. 1919)
- 1971 - Manuel Cisneros, avvocato, giornalista e politico peruviano (n. 1907)
- 1971 - Harald Lander, ballerino, coreografo e direttore artistico danese (n. 1905)
- 1971 - Alessandro Ravelli, compositore e musicista italiano (n. 1880)
- 1972 - Jean-Jacques Bernard, commediografo e scrittore francese (n. 1888)
- 1972 - Louise Boyd, esploratrice, fotografa e botanica statunitense (n. 1887)
- 1972 - Arnaldo Carli, ciclista su strada e pistard italiano (n. 1901)
- 1972 - Lane Chandler, attore statunitense (n. 1899)
- 1972 - Hedwig von Trapp, cantante austriaca (n. 1917)
- 1972 - Ottorino Zanon, presbitero italiano (n. 1915)
- 1973 - Jacques Hannak, scrittore e giornalista austriaco (n. 1892)
- 1973 - Edil Rosenqvist, lottatore finlandese (n. 1892)
- 1973 - Vanni Rossi, pittore italiano (n. 1894)
- 1973 - Vladimír Syrovátka, canoista cecoslovacco (n. 1908)
- 1974 - Barbara Jo Allen, attrice statunitense (n. 1906)
- 1974 - Regina Cassolo Bracchi, scultrice italiana (n. 1894)
- 1974 - Agostino Novella, operaio, sindacalista e politico italiano (n. 1905)
- 1974 - Janko Rodin, calciatore jugoslavo (n. 1900)
- 1976 - Renato Einaudi, matematico e fisico italiano (n. 1909)
- 1976 - Francesco Nonni, incisore, pittore e ceramista italiano (n. 1885)
- 1976 - Alfredo Porzio, pugile argentino (n. 1900)
- 1976 - Jan Zwartendijk, diplomatico e dirigente d'azienda olandese (n. 1896)
- 1976 - Paolo Karađorđević, principe (n. 1893)
- 1977 - Shōgo Kamo, calciatore giapponese (n. 1915)
- 1977 - Bruno Rossi, calciatore italiano (n. 1915)
- 1978 - Aldo Bruscaglioni, latinista e grecista italiano (n. 1902)
- 1978 - Jone Morino, attrice italiana (n. 1896)
- 1979 - Piero Gazzola, architetto e ingegnere italiano (n. 1908)
- 1979 - Pastora Imperio, ballerina, cantante e attrice spagnola (n. 1887)
- 1979 - Nur Mohammad Taraki, politico afghano (n. 1913)
- 1980 - José María Gil-Robles y Quiñones, politico spagnolo (n. 1898)
- 1980 - Domingo Gómez-Acedo, calciatore spagnolo (n. 1898)
- 1981 - Peter Krieger, calciatore tedesco (n. 1929)
- 1981 - Furry Lewis, cantante e chitarrista statunitense (n. 1893)
- 1981 - Edith Schlüssel, montatrice danese (n. 1899)
- 1982 - Kristján Eldjárn, politico islandese (n. 1916)
- 1982 - Christian Ferras, violinista francese (n. 1933)
- 1982 - John Gardner, scrittore e insegnante statunitense (n. 1933)
- 1982 - Bashir Gemayel, politico libanese (n. 1947)
- 1982 - Grace Kelly, attrice e modella statunitense (n. 1929)
- 1982 - Ernesto Quarti Marchiò, pittore e grafico italiano (n. 1907)
- 1982 - Gustave Roth, pugile belga (n. 1909)
- 1982 - Franco Solinas, sceneggiatore e scrittore italiano (n. 1927)
- 1983 - Gennadij Sergeevič Kazanskij, regista cinematografico sovietico (n. 1910)
- 1984 - Richard Brautigan, scrittore e poeta statunitense (n. 1935)
- 1984 - Lou Brouillard, pugile canadese (n. 1911)
- 1984 - Raffaele Carrieri, scrittore, poeta e critico d'arte italiano (n. 1905)
- 1984 - Janet Gaynor, attrice statunitense (n. 1906)
- 1984 - Symphony Sid, disc jockey e conduttore radiofonico statunitense (n. 1909)
- 1985 - Julian Beck, attore, regista teatrale e poeta statunitense (n. 1925)
- 1985 - John Caldwell Holt, ingegnere, scrittore e pedagogista statunitense (n. 1923)
- 1985 - Giuseppe Stammati, educatore e saggista italiano (n. 1916)
- 1986 - Egidio Chiecchi, allenatore di calcio e calciatore italiano (n. 1899)
- 1986 - Marcel Couraud, direttore di coro e direttore d'orchestra francese (n. 1912)
- 1986 - Ettore Paganini, pittore italiano (n. 1922)
- 1987 - Miangul Jahan Zeb, principe pakistano (n. 1908)
- 1988 - Alberto Giacomelli, magistrato italiano (n. 1919)
- 1989 - Tim Brown, pattinatore artistico su ghiaccio statunitense (n. 1938)
- 1989 - Castor Elzo, calciatore spagnolo (n. 1917)
- 1989 - Eugenio Manni, storico italiano (n. 1910)
- 1989 - Pérez Prado, musicista, compositore e direttore d'orchestra cubano (n. 1916)
- 1990 - Leonid Ivanov, calciatore sovietico (n. 1921)
- 1990 - Denis Payot, avvocato svizzero (n. 1942)
- 1991 - Julie Bovasso, attrice statunitense (n. 1930)
- 1991 - Mario Polak, calciatore e allenatore di calcio italiano (n. 1919)
- 1992 - Mario Carelli, politico italiano (n. 1899)
- 1992 - Stanislav Kocourek, calciatore cecoslovacco (n. 1921)
- 1992 - Paul Joseph James Martin, politico e diplomatico canadese (n. 1903)
- 1992 - George Pearcy, cestista e allenatore di pallacanestro statunitense (n. 1919)
- 1993 - Geo Bogza, poeta, saggista e giornalista rumeno (n. 1908)
- 1993 - Erling Kongshaug, tiratore a segno norvegese (n. 1915)
- 1994 - Giuseppe Campione, calciatore italiano (n. 1973)
- 1994 - Heinz Gerischer, chimico tedesco (n. 1919)
- 1995 - Gina Mascetti, attrice italiana (n. 1911)
- 1995 - Emerson Moore, vescovo cattolico statunitense (n. 1938)
- 1995 - Eiji Okada, attore giapponese (n. 1920)
- 1995 - Willy Olsen, calciatore norvegese (n. 1921)
- 1995 - Harold Shepherdson, allenatore di calcio e calciatore inglese (n. 1918)
- 1995 - Arthur Ernest Wilder-Smith, chimico britannico (n. 1915)
- 1996 - Edred John Henry Corner, botanico e micologo inglese (n. 1906)
- 1996 - Doug Everett, hockeista su ghiaccio statunitense (n. 1905)
- 1996 - Juliet Prowse, ballerina e attrice sudafricana (n. 1936)
- 1997 - Nino Calice, politico e saggista italiano (n. 1937)
- 1997 - Basri Dirimlili, calciatore e allenatore di calcio turco (n. 1929)
- 1997 - Lucy Hillebrand, architetto tedesco (n. 1906)
- 1998 - Johnny Adams, cantante statunitense (n. 1932)
- 1998 - Odette De Wynter, notaia belga (n. 1927)
- 1998 - Sue Geh, cestista australiana (n. 1959)
- 1998 - Fred Korth, politico statunitense (n. 1909)
- 1998 - Yang Shangkun, politico e militare cinese (n. 1907)
- 1999 - Jéhan Buhan, schermidore francese (n. 1912)
- 1999 - Charles Crichton, regista e montatore inglese (n. 1910)
- 1999 - Miguel Ángel Cuello, pugile argentino (n. 1946)
- 1999 - Philippe Dollinger, storico francese (n. 1904)
- 2000 - Derek Rocco Barnabei, statunitense (n. 1967)
- 2000 - George Christopher, politico greco (n. 1907)
- 2000 - Lucy Goldner, nuotatrice austriaca (n. 1918)
- 2000 - Igor' Lužkovskij, nuotatore sovietico (n. 1938)
- 2000 - Beah Richards, attrice e drammaturga statunitense (n. 1920)

## XXI secolo(125)
- 2001 - George Ireland, cestista e allenatore di pallacanestro statunitense (n. 1913)
- 2001 - Madelon Mason, attrice e modella statunitense (n. 1921)
- 2001 - Francisco Urcuyo Maliaños, politico nicaraguense (n. 1915)
- 2002 - Jim Barnes, cestista statunitense (n. 1941)
- 2002 - Roberto Cavanagh, giocatore di polo argentino (n. 1914)
- 2002 - Oskar Degilia, hockeista su ghiaccio italiano (n. 1980)
- 2002 - Henri Joseph Fenet, militare francese (n. 1919)
- 2002 - LaWanda Page, attrice statunitense (n. 1920)
- 2002 - Geoffrey Picard, canottiere statunitense (n. 1943)
- 2002 - Lolita Torres, attrice argentina (n. 1930)
- 2002 - Andrea Verrina, calciatore e allenatore di calcio italiano (n. 1918)
- 2003 - Garrett Hardin, ecologo statunitense (n. 1915)
- 2003 - John Serry, fisarmonicista, compositore e arrangiatore statunitense (n. 1915)
- 2003 - Karl Sutter, astista tedesco (n. 1914)
- 2003 - Kurt Heinrich Wolff, sociologo tedesco (n. 1912)
- 2004 - Dakar, wrestler e attore peruviano (n. 1921)
- 2004 - Fernando Campos, calciatore cileno (n. 1923)
- 2004 - Giuni Russo, cantautrice italiana (n. 1951)
- 2004 - John Seymour, ambientalista e scrittore britannico (n. 1914)
- 2005 - Giulio Cesare Carcano, ingegnere e progettista italiano (n. 1910)
- 2005 - Robert Wise, regista, montatore e produttore cinematografico statunitense (n. 1914)
- 2006 - Silviu Brucan, politico e diplomatico rumeno (n. 1916)
- 2006 - Guy André François, militare haitiano
- 2006 - Mickey Hargitay, attore, culturista e pattinatore di velocità su ghiaccio ungherese (n. 1926)
- 2006 - Innocente Meroi, calciatore italiano (n. 1937)
- 2006 - José Antonio Nieves Conde, regista e sceneggiatore spagnolo (n. 1915)
- 2006 - Oscar Righetti, calciatore italiano (n. 1948)
- 2006 - Alberto Sbacchi, storico italiano (n. 1937)
- 2007 - Jacques Martin, conduttore radiofonico, conduttore televisivo e attore francese (n. 1933)
- 2007 - Malcolm Musgrove, calciatore e allenatore di calcio inglese (n. 1933)
- 2007 - Pupino Samonà, pittore italiano (n. 1925)
- 2007 - Ambrogio Valadè, calciatore italiano (n. 1937)
- 2008 - Mu Tiezhu, cestista cinese (n. 1949)
- 2008 - Fortunato Pasqualino, scrittore, drammaturgo e filosofo italiano (n. 1923)
- 2008 - Gennadij Nikolaevič Trošev, generale russo (n. 1947)
- 2009 - Henry Gibson, attore statunitense (n. 1935)
- 2009 - John Rarick, politico statunitense (n. 1924)
- 2009 - Darren Sutherland, pugile irlandese (n. 1982)
- 2009 - Patrick Swayze, attore, cantante e ballerino statunitense (n. 1952)
- 2009 - Elio Zagato, designer, imprenditore e pilota automobilistico italiano (n. 1921)
- 2010 - Mohammed Arkoun, islamista e filosofo berbero (n. 1928)
- 2010 - Caterina Boratto, attrice italiana (n. 1915)
- 2011 - Pierina Bonilauri, partigiana italiana (n. 1918)
- 2011 - Lewis Brown, cestista statunitense (n. 1955)
- 2011 - Gilles Chaillet, fumettista francese (n. 1946)
- 2011 - Jorge Lavat, attore messicano (n. 1933)
- 2011 - Rudolf Ludwig Mössbauer, fisico tedesco (n. 1929)
- 2011 - Malcolm Wallop, politico statunitense (n. 1933)
- 2011 - Giancarlo Zizola, giornalista e scrittore italiano (n. 1936)
- 2012 - Predrag Brzaković, calciatore e giocatore di calcio a 5 serbo (n. 1964)
- 2012 - Stephen Dunham, attore statunitense (n. 1964)
- 2012 - Guido Mantella, politico italiano (n. 1924)
- 2012 - Alceo Moretti, pubblicitario, giornalista e politico italiano (n. 1921)
- 2012 - Roberto Roversi, scrittore, poeta e paroliere italiano (n. 1923)
- 2012 - Louis Simpson, poeta giamaicano (n. 1923)
- 2012 - András Szente, canoista ungherese (n. 1939)
- 2013 - Simone Barillier, modella francese (n. 1917)
- 2013 - Maksym Bilyj, calciatore ucraino (n. 1989)
- 2013 - Jean Grégoire, calciatore e allenatore di calcio francese (n. 1922)
- 2013 - Gigi Guadagnucci, scultore italiano (n. 1915)
- 2013 - Faith Leech, nuotatrice australiana (n. 1941)
- 2014 - Thoma Deliana, politico albanese (n. 1924)
- 2014 - Maria Monica Donato, storica dell'arte italiana (n. 1959)
- 2014 - Gianfranco Draghi, scrittore, artista e psicanalista italiano (n. 1924)
- 2014 - Assheton Gorton, scenografo inglese (n. 1930)
- 2014 - Miroslav Hlinka, hockeista su ghiaccio slovacco (n. 1972)
- 2014 - Joaquim Jorge, calciatore mozambicano (n. 1939)
- 2014 - Angus Lennie, attore britannico (n. 1930)
- 2014 - Hans Lobenhofer, alpinista, ingegnere e imprenditore tedesco (n. 1916)
- 2014 - Predrag Manojlović, pallanuotista jugoslavo (n. 1951)
- 2014 - Enrico Tovaglieri, scenografo italiano
- 2015 - Sergio Guerra, pallavolista e allenatore di pallavolo italiano (n. 1944)
- 2015 - Bob Ledger, calciatore inglese (n. 1937)
- 2015 - Sergio Micheli, regista e storico del cinema italiano (n. 1930)
- 2015 - György Mészáros, canoista ungherese (n. 1933)
- 2015 - Paweł Sobek, calciatore polacco (n. 1929)
- 2015 - Corneliu Vadim Tudor, politico rumeno (n. 1949)
- 2016 - Valerij Abramov, mezzofondista sovietico (n. 1956)
- 2016 - Don Buchla, inventore statunitense (n. 1937)
- 2017 - Paul Canart, bibliotecario, paleografo e docente belga (n. 1927)
- 2017 - Rino Carlini, calciatore italiano (n. 1933)
- 2017 - Umberto Castiglionesi, fantino italiano (n. 1936)
- 2017 - George Englund, regista, sceneggiatore e produttore televisivo statunitense (n. 1926)
- 2017 - Ata Kandó, fotografa olandese (n. 1913)
- 2017 - Otto Wanz, wrestler e pugile austriaco (n. 1943)
- 2018 - Branko Grünbaum, matematico croato (n. 1929)
- 2018 - Zienia Merton, attrice inglese (n. 1945)
- 2018 - Helga Schmidt-Neuber, nuotatrice tedesca (n. 1937)
- 2019 - Jean Heywood, attrice britannica (n. 1921)
- 2019 - Marco Parodi, regista italiano (n. 1943)
- 2019 - Raffaele Vanni, sindacalista italiano (n. 1928)
- 2019 - Roberto Villetti, politico italiano (n. 1944)
- 2020 - Sei Ashina, attrice e modella giapponese (n. 1983)
- 2020 - Nicolò D'Amico, astrofisico italiano (n. 1953)
- 2020 - Al Kasha, cantautore e compositore statunitense (n. 1937)
- 2020 - Alicia Maguiña, compositrice e cantante peruviana (n. 1938)
- 2020 - Roy Williams, cestista canadese (n. 1927)
- 2021 - David Yonggi Cho, pastore protestante sudcoreano (n. 1936)
- 2021 - Ladislav Lubina, hockeista su ghiaccio ceco (n. 1967)
- 2021 - Norm Macdonald, comico, sceneggiatore e attore canadese (n. 1959)
- 2021 - Jurij Sedych, martellista ucraino (n. 1955)
- 2021 - Paul Yeboah, attivista ghanese (n. 1970)
- 2022 - Géza Csapó, canoista ungherese (n. 1950)
- 2022 - Bengt Gingsjö, nuotatore svedese (n. 1952)
- 2022 - Adam Kendon, psicologo inglese (n. 1934)
- 2022 - Irene Papas, attrice greca (n. 1926)
- 2022 - Andy Romano, attore statunitense (n. 1936)
- 2022 - Henry Silva, attore statunitense (n. 1926)
- 2023 - Liliana Albertini, politica italiana (n. 1946)
- 2023 - Franco Brocani, regista e sceneggiatore italiano (n. 1938)
- 2023 - Carlo De Simone, linguista italiano (n. 1932)
- 2023 - Salvatore Distefano, politico italiano (n. 1933)
- 2023 - Bjarni Felixson, calciatore, giornalista e telecronista sportivo islandese (n. 1936)
- 2023 - Luca Giustolisi, pallanuotista, allenatore di pallanuoto e dirigente sportivo italiano (n. 1970)
- 2023 - Kim Il-chol, generale e politico nordcoreano (n. 1933)
- 2023 - Ottavio Lurati, linguista e filologo svizzero (n. 1938)
- 2023 - Joseph Massino, mafioso statunitense (n. 1943)
- 2023 - Michael McGrath, attore e cantante statunitense (n. 1957)
- 2023 - Roy Roper, rugbista a 15 neozelandese (n. 1923)
- 2024 - Walter Birtles, cestista canadese (n. 1937)
- 2024 - Otis Davis, velocista statunitense (n. 1932)
- 2024 - Jaber Al-Mubarak Al-Hamad Al-Sabah, politico kuwaitiano (n. 1942)
- 2024 - Marco Piga, calciatore italiano (n. 1956)
- 2024 - Luca Salvadori, pilota motociclistico italiano (n. 1992)
- 2024 - Berit Ås, politica e psicologa norvegese (n. 1928)